# 阿德里安·保羅
阿德里安·保羅（Adrian Paul Hewett，1959年5月29日—）是英國的一位演員。他最著名的作品是在麥克勞傳奇中飾演Duncan MacLeod角色。

## 外部連結
- Adrian Paul在互联网电影资料库（IMDb）上的資料（英文）
- 在AllMovie上Adrian Paul的頁面（英文）
- 2011 Adrian Paul Interview （页面存档备份，存于）